# Коляно-Кольонія
Коляно-Кольонія (пол. Kolano-Kolonia) — село в Польщі, у гміні Яблонь Парчівського повіту Люблінського воєводства.
Населення — 220 осіб (2011).
У 1975-1998 роках село належало до Білопідляського воєводства.

## Демографія
Демографічна структура станом на 31 березня 2011 року:
|          | Загалом | Допрацездатний вік | Працездатний вік | Постпрацездатний вік |
| -------- | ------- | ------------------ | ---------------- | -------------------- |
| Чоловіки | 105     | 19                 | 71               | 15                   |
| Жінки    | 115     | 19                 | 56               | 40                   |
| Разом    | 220     | 38                 | 127              | 55                   |